# Филипп (Осадченко)
Митрополи́т Фили́пп (в миру Роман Альбертович Осадченко; род. 2 июля 1956, город Днепропетровск, УССР) — архиерей Украинской православной церкви (Московского патриархата), митрополит Полтавский и Миргородский; председатель Синодального отдела религиозного образования, катехизации и миссионерства УПЦ. Тезоименитство — 9 (22) января.

## Биография
Родился в Днепропетровске в семье военнослужащего.
После окончания средней школы в 1973 году поступил на биологический факультет Харьковского государственного университета, который окончил в 1979 году.
11 сентября 1980 года рукоположён во диакона.
28 сентября 1980 года был рукоположён архиепископом Курским и Белгородским Хризостомом в сан священника и назначен клириком кафедрального собора в Курске. Исполнял обязанности заведующего канцелярией Курского епархиального управления, в дальнейшем — секретаря.
В 1985 году — секретарь Иркутского епархиального управления, настоятель Никольского храма в пос. Листвянки Иркутской области.
С 1986 года — клирик Полтавской епархии.
С 1987 года — настоятель церкви в честь Рождества Иоанна Предтечи в селе Дудкин Гай Новосанжарского района Полтавской области.
В 1988 году окончил Московскую духовную семинарию.
С 1990 года — настоятель Николаевского собора в городе Комсомольске Кременчугского района Полтавской области.
В 1993 году был пострижен в монашество с именем Филипп — в честь священномученика Филиппа, митрополита Московского, — и, при сохранении должности настоятеля Свято-Николаевского собора в Комсомольске, назначен наместником Спасо-Преображенского монастыря в селе Мгарь Лубенского района Полтавской области, а также благочинным Кременчугского округа Полтавской епархии, возведён в сан игумена.
В 1994 году возведён в сан архимандрита.
В 1997 году, продолжая нести все возложенные на него Церковью труды, вступил в должность ректора Полтавского духовного училища и главного редактора газеты «Кременчуг православный».
В 1999 году окончил Киевскую духовную академию.

### Архиерейство
Решением Священного Синода Украинской Православной Церкви от 21 декабря 2001 года был определён епископом Полтавским и Кременчугским, преемником почившего в Боге 1 октября 2001 года митрополита Феодосия.
Архиерейская хиротония архимандрита Филиппа состоялось в Трапезном храме Киево-Печерской Лавры 30 декабря 2001 года. Рукоположение совершали: митрополит Киевский и всея Украины Владимир, архиепископ Львовский Августин, епископы Житомирский Гурий, Хустский Иоанн, Сарненский Анатолий, Переяслав-Хмельницкий Митрофан, Вышгородский Павел.
На заседании Священного Синода Украинской Православной Церкви 23 апреля 2002 года епископ Филипп был назначен председателем вновь созданного Синодального отдела религиозного образования, катехизации и миссионерства.
В 2004 году нёс послушание временного члена Священного Синода Украинской Православной Церкви.
28 июля 2006 года был возведён в сан архиепископа.
14 ноября 2007 года Священный Синод Украинской Православной Церкви принял решение преобразовать Полтавскую и Кременчугскую епархию, выделив из её состава Кременчугскую и Хорольскую епархию. Синод постановил сохранить управление преобразованной Полтавской епархией, а также должности ректора Полтавской Миссионерской Духовной Семинарии и наместника Спасо-Преображенского Мгарского мужского монастыря за архиепископом Филиппом, присвоив ему титул Полтавский и Миргородский.
25 декабря 2007 года решением Специализированного Учёного Совета Ужгородской Украинской Богословской Академии имени святых Кирилла и Мефодия присвоена учёная степень доктора богословия архиепископу Полтавскому и Миргородскому Филиппу за диссертацию на тему «Миссионерская и просветительская деятельность Спасо-Преображенского Мгарского монастыря в историческом контексте (XVII—XXI века)».
Решением Священного Синода Украинской Православной Церкви от 8 мая 2008 года Синодальный отдел религиозного образования, катехизации и миссионерства был разделён на два Синодальных отдела — миссионерский отдел и отдел религиозного образования и катехизации; архиепископ Филипп назначен председателем Миссионерского отдела при Священном Синоде Украинской Православной Церкви.
10 февраля 2011 года Синодом УПЦ назначен председателем Синодального отдела религиозного образования и катехизации Украинской Православной Церкви.
9 июля 2012 года в соборном храме Пантелеймоновского монастыря в Феофании митрополитом Киевским и всей Украины Владимиром (Садобаном) возведён в сан митрополита.
20 июля 2012 года снова назначен председателем объединённого Синодального отдела религиозного образования, катехизации и миссионерства УПЦ.

## Награды

### Церковные
Русская православная церковь
- Орден преподобного Сергия Радонежского II степени[6]
- Орден святого равноапостольного великого князя Владимира III степени

Украинская православная церковь (Московского патриархата)
- Орден святого благоверного Киевского князя Ярослава Мудрого (2011 год)[7]

### Светские
- Орден «За заслуги» ІІІ степени (22 июля 2008 года)[8]

## Книги
1. Филипп (Осадченко), митр. Мгарский Спасо-Преображенский монастырь. — 2013.[9]